# The War Between the Classes
The War Between the Classes ist ein Jugendroman der US-amerikanischen Schriftstellerin Gloria D. Miklowitz.
Er behandelt die Klassen- und Rassenunterschiede in einer kalifornischen Stadt mit einem Hauptaugenmerk innerhalb einer Schulklasse. Die zentralen Figuren sind ein 17-jähriges Mädchen namens Emiko („Amy“) Sumoto, ihr Freund Adam Tarcher, sowie deren Lehrer Ray Otero. Dieser spielt mit seiner Klasse das sogenannte Color Game, in dem gewissermaßen die amerikanische Gesellschaft erkennbar wird. Beim Color Game werden 4 Farben unterschieden, welche die Gesellschaftsklassen mit ihren jeweiligen Möglichkeiten und Beschränkungen spiegeln. So macht er anschaulich, in welchem Maße Ansehen und Ruhm von materiellen Dingen abhängig sind. Die Schüler verarbeiten das Experiment auf unterschiedliche Weise, die Hauptperson Amy ist negativ eingestellt.

## Die verschiedenen Farben

### Blau
Blau ist die höchste gesellschaftlich gestellte Farbe, welche in der Regel die wohlhabenden Bürger darstellt. Wichtige Figuren, die sogenannte Blue's sind, sind Amy, welche aufgrund von Sabotage des Color Games zu einem Orange degradiert, Paul Thomas und am Ende des Buches auch Carol Rodriguez, welche dank ihres guten Verhaltens zu einem Blue ernannt wird.

### Dunkelgrün
Dunkelgrün stellt die höhere Mittelklasse dar, welche die Workaholics darstellen. Vor der Graduierung Carols zu einem Blue, war sie ein Dark-green. Sie war die einzige Hauptfigur, welche ein Dark-green war.

### Hellgrün
Hellgrün ist die untere Mittelklasse, welche den Oranges übergestellt sind und Dark-greens unterstehen. Diese Light-greens sind, wie im Buch beschrieben, die Familien, die "ihren Kopf über dem Wasser halten wollen". In dem Buch sind die wichtigsten Personen, die Light-greens sind, Juan und Justin.

### Orange
Orange ist die niedrigst gestellte Gesellschaft im Buch. Diese Oranges stellen die Familien dar, die in der Realität keine Vaterfigur besitzen und meistens Probleme mit dem Gesetz haben. Adam Tarcher, welcher einer der Hauptfiguren darstellt, ist seit Beginn des Color Games ein Orange. Nach der Degradierung von Amy zu einem Orange sind Amy und Adam, die beiden Protagonisten des Buches, allen Gesellschaftsklassen unterstellt.

## Teks und No-Teks
Da das Color Game die Klassen- und Genderunterschiede behandelt, wird auch zwischen den Geschlechtern unterschieden. Man unterscheidet hier zwischen männlichen (No-Teks) und weiblichen (Teks) Schülern. Da die meisten Frauen beispielsweise im Beruf benachteiligt werden und das Spiel diese Rassenunterschiede deutlich machen will, sind nun die Teks den No-Teks höher gestellt.

## Regeln des Color Game
Jeder Schüler bekommt eine einer Gesellschaftsschicht entsprechende Farbe zugewiesen – welche, wird über ein vermeintliches Zufallsprinzip entschieden, das allerdings von dem Lehrer zuvor manipuliert wurde. Blau steht für die Oberklasse, darauf folgt Dunkelgrün, dann Hellgrün und letztlich das die Unterschicht vertretende Orange. Blau genießt jegliche Privilegien und muss sich kaum an Regeln halten. Je niedriger die Stufe, umso mehr Regeln sind zu befolgen, umso härter ist die Bestrafung und umso weniger Respekt genießt man. Außerdem muss jeder Schüler ein Armband tragen, welches die Farbe des sozialen Status hat und er muss ein Tagebuch mit sich tragen, indem Gefühle und Erfahrungen festgehalten werden. In diesem Buch können auch Einträge zu Fehlverhalten oder lobenswerten Verhalten festgehalten werden. Dem ist noch hinzuzufügen, dass sich Schüler mit niedrigerem Status vor Schülern mit höherem verbeugen müssen, ebenso die No-Teks vor den Teks mit gleicher Farbe. Alle Spielteilnehmer erhalten zudem ein Spielgeld in unterschiedlicher Höhe, je nach ihrem Geschlecht und der zugelosten sozialen Gruppe. Das Spiel wird auch außerhalb der Schule von vielen mitgespielt (die G4 begründet Strafen mit dem Fehlverhalten außerhalb der Schule; Freunde, die in unterschiedliche Klassen eingeteilt wurden, wollen sich aus Angst vor der G4 nicht mehr treffen; die G4 tritt auch außerhalb der Schule in Aktion).
Das Einhalten aller Regeln wird durch eine Polizei überwacht, die G4. Diese kontrolliert die Schüler und ahndet nicht eingehaltene Regeln durch Auferlegung von Strafen.
Die Schüler können bei Fehlverhalten auch innerhalb der Klassen herabgestuft werden bzw. sie können offiziell durch gutes Verhalten in den Klassen aufsteigen.
Die niedrigeren Klassen müssen den höheren Klassen mehr Respekt zeigen und einen gewissen Abstand halten. Sie dürfen in der Schulklasse auch nicht nebeneinander sitzen. Es gibt eine festgelegte Sitzordnung: Ganz vorne sitzen die Blauen, hinter den Blauen sitzen die Dunkelgrünen, hinter den Dunkelgrünen sitzen die Hellgrünen und ganz hinten alle mit orangem Band.
Die einzelnen Klassen sollten möglichst jeden Umgang miteinander meiden.

## Wichtigste Personen

### Amy
Emiko Sumoto, Spitzname Amy, ist ein 17-jähriges Mädchen aus einer japanischen Familie. Amy ist eine sehr hilfsbereite und schüchterne Person. Ihre Familie, vor allem aber ihr Vater, denkt sehr konservativ und ist vor allem der japanischen Tradition verhaftet. Amys Vater kontrolliert sie ständig und will ihr überdies verbieten, sich mit ihrem Freund Adam zu treffen. Ihr Bruder Hideo lebt mit seiner amerikanischen Frau Sue auch in der Stadt. Der Kontakt zu ihnen wurde allerdings von Amys Vater fast vollständig abgebrochen, da Hideo sich ohne sein Einverständnis mit Sue verheiratet hat.

### Adam
Adam Tarcher ist der Freund von Amy. Er und seine Schwester Bettina sind die Kinder der Familie Tarcher, welche der amerikanischen Oberschicht angehört. Adams Mutter ist Amys Vater darin ähnlich, dass sie wie dieser kein Verständnis für die Gefühle der beiden zueinander aufbringt. Obwohl sich Adam und Amy erst seit 3 Monaten kennen, ist doch zu bemerken, dass beide einander sehr lieben.

## Übersicht der Personen im Buch
| Person          | Rolle | Color Game Farbe   |
| --------------- | --- | ------------------ |
| Amy             | Hauptfigur des Buches                                                                                                 | Blue/Orange        |
| Adam Tarcher    | Freund von Amy | Orange             |
| Juan            | guter Freund von Amy, welcher später mit ihr das Color Game sabotiert und deshalb zu einem Orange degradiert wird     | Light-green/Orange |
| Justin          | Freund von Adam | Light-green        |
| Paul Thomas     | Schüler, der seine Macht als Blue ausnutzt und deshalb im Buch auffällt                                               | Blue               |
| Carol Rodriguez | ehemalige beste Freundin von Amy, welche den Kontakt mit Amy seit der Beziehung zwischen Amy und Adam abgebrochen hat | Dark-green/Blue    |
| Mr. Sumoto      | Vater von Amy | nimmt nicht teil   |
| Mrs. Sumoto     | Mutter von Amy | nimmt nicht teil   |
| Hideo           | Bruder von Amy | nimmt nicht teil   |
| Sue             | Ehefrau von Hideo | nimmt nicht teil   |
| Mrs. Tarcher    | Mutter von Adam | nimmt nicht teil   |
| Bettina         | Schwester von Adam | nimmt nicht teil   |
| Mr. Otero       | Lehrer und Leiter des Color Games                                                                                     | nimmt nicht teil   |

## Sonstiges
- das Buch basiert auf einer wahren Begebenheit:

“I wrote The War Between the Classes after reading about Prof. Otero’s college class contacting him for permission to sit in on the class, interview students and examine his workbooks. I knew instantly that this game was important in teaching tolerance for others and wanted to have teenagers examine their attidues”

„Ich schrieb The War Between the Classes nachdem ich über Prof. Oteros Schulklasse gelesen hatte und ihn kontaktierte, um seine Erlaubnis zu bekommen, in der Klasse mitsitzen zu dürfen, Schüler zu interviewen und ihre Arbeitsmappen zu untersuchen. Ich wusste sofort, dass dieses Spiel beim Lehren von Toleranz für Andere wichtig war und wollte, dass Teenager ihre Haltungen überprüfen.“

- Das Buch ist in 14 Kapitel unterteilt und hat 118 Seiten (Klett-Verlag)
- Im Anhang des von ihr veröffentlichten Buches, listet Miklowitz auf, wie die Meinungen zu dem Color Game der Schüler aus Professor Oteros Klasse sind
- Der Roman wurde für das Schulfernsehen verfilmt und liegt als Video vor[1]